# SpiceJet
SpiceJet es una aerolínea de bajo coste con base en Delhi, India. Comenzó a operar en mayo de 2005 y en 2008, era la segunda aerolínea de bajo coste más grande de India en cuanto a porción de mercado.
SpiceJet fue votada como la mejor aerolínea de bajo coste del Sur de Asia y del Centro de Asia por Skytrax en 2007. Debido al aumento del precio del combustible y al aumento de la competencia SpiceJet sufrió pérdidas en el primer trimestre de 2008-09. En agosto de 2008, SpiceJet anunció su plan de obtener cien millones de dólares de inversión extranjera.

## Historia
SpiceJet fue inicialmente conocida como Royal Airways, una reencarnación de ModiLuft. Está dirigida por Ajay Singh y la familia Kansagra.
SpiceJet entró en servicio con tarifas de 99 Rs. en sus primeros 99 días, con 9.000 asientos disponibles a esta tarifa.
A esta promoción le siguió otra de billetes a 999 Rs. en algunas rutas.
El 15 de julio de 2008, el millonario Wilbur Ross sugirió invertir ochenta millones de dólares propios (uno 345 billones de Rs) en la aerolínea de bajo coste. La directiva de SpiceJet aceptó una oferta de la firma estadounidense PE que supondría una inversión de 345 billones de Rs para SpiceJet, un negocio compartido entonces entre SpiceJet y WL Ross & Co.
Spicejet nombra a sus aviones siempre con la palabra Spices.

## Flota

### Flota Actual
La flota de SpiceJet incluye las siguientes aeronaves a junio de 2023:
La flota de SpiceJet posee a junio de 2023 una edad promedio de: 11.7 años.

## Premios
- SpiceJet ganó el World Travel Market Award en 2009.

## Destinos
SpiceJet opera a los siguientes destinos:

### Oriente Lejano
- Hong Kong
  - Hong Kong - Aeropuerto Internacional de Hong Kong

### Oriente Próximo
- Arabia Saudita
  - Riad - Aeropuerto Internacional Rey Khalid
  - Yeda - Aeropuerto Internacional Rey Abdulaziz
- Baréin
  - Manama - Aeropuerto Internacional de Baréin
- Emiratos Árabes Unidos
  - Dubái - Aeropuerto Internacional de Dubái
- Omán
  - Mascate - Aeropuerto Internacional de Mascate

### Sudeste Asiático
- Tailandia
  - Bangkok - Aeropuerto Internacional Suvarnabhumi

- Vietnam
  - Hanói - Aeropuerto Internacional de Nội Bài (Solo Carga)

### Sur de Asia
- Afganistán
  - Kabul - Aeropuerto Internacional Hamid Karzai
- Bangladés
  - Daca - Aeropuerto Internacional de Daca-Hazrat Shahjalal
- India
  - Andhra Pradesh
    - Tirupati - Aeropuerto de Tirupati
    - Vijayawada - Aeropuerto de Vijayawada

  - Assam
    - Dibrugarh - Aeropuerto de Dibrugarh
    - Guwahati - Aeropuerto Internacional Lokpriya Gopinath Bordoloi
    - Silchar - Aeropuerto de Silchar

  - Bengala Occidental
    - Calcuta - Aeropuerto Internacional Netaji Subhash Chandra Bose
    - Durgapur - Aeropuerto Kazi Nazrul Islam
    - Siliguri - Aeropuerto de Bagdogra

  - Bihar
    - Patna - Aeropuerto Jayaprakash Narayan

  - Delhi
    - Aeropuerto Internacional Indira Gandhi Hub

  - Goa
    - Vasco da Gama - Aeropuerto Internacional de Goa

  - Guyarat
    - Ahmedabad - Aeropuerto Internacional Sardar Vallabhbhai Patel
    - Kandla - Aeropuerto de Kandla
    - Porbandar - Aeropuerto de Porbandar
    - Rajkot - Aeropuerto de Rajkot
    - Surat - Aeropuerto de Surat

  - Himachal Pradesh
    - Dharamsala - Aeropuerto de Gaggal

  - Islas Andamán y Nicobar
    - Port Blair - Aeropuerto Internacional Veer Savarkar

  - Jammu y Cachemira
    - Jammu - Aeropuerto de Jammu
    - Srinagar - Aeropuerto de Srinagar

  - Karnataka
    - Bangalore - Aeropuerto Internacional Kempegowda Hub Secundario
    - Belgaum - Aeropuerto de Belgaum
    - Mangalore - Aeropuerto Internacional de Mangalore

  - Kerala
    - Cochín - Aeropuerto Internacional de Cochín Hub Secundario
    - Kozhikode - Aeropuerto Internacional de Kozhikode
    - Thiruvananthapuram - Aeropuerto Internacional de Trivandrum

  - Ladakh
    - Leh - Aeropuerto Kushok Bakula Rimpochee

  - Madhya Pradesh
    - Jabalpur - Aeropuerto de Jabalpur
    - Bhopal - Aeropuerto Raja Bhoj
    - Gwalior - Aeropuerto de Gwalior

  - Maharashtra
    - Bombay - Aeropuerto Internacional Chhatrapati Shivaji
    - Nashik - Aeropuerto de Nashik
    - Pune - Aeropuerto de Pune
    - Shirdi - Aeropuerto de Shirdi

  - Odisha
    - Jharsuguda - Aeropuerto de Jharsuguda

  - Puducherry
    - Puducherry - Aeropuerto de Puducherry

  - Punjab
    - Amritsar - Aeropuerto Internacional Sri Guru Ram Dass Jee
    - Jalandhar - Aeropuerto de Adampur

  - Rayastán
    - Ajmer - Aeropuerto de Kishangarh
    - Jaipur - Aeropuerto de Jaipur
    - Jaisalmer - Aeropuerto de Jaisalmer
    - Jodhpur - Aeropuerto de Jodhpur
    - Udaipur - Aeropuerto Maharana Pratap

  - Tamil Nadu
    - Chennai - Aeropuerto Internacional de Chennai
    - Coimbatore - Aeropuerto de Coimbatore
    - Madurai - Aeropuerto de Madurai
    - Thoothukudi - Aeropuerto de Tuticorin

  - Telangana
    - Hyderabad - Aeropuerto Internacional Rajiv Gandhi Hub

  - Uttarakhand
    - Dehradun - Aeropuerto Jolly Grant

  - Uttar Pradesh
    - Gorakhpur - Aeropuerto de Gorakhpur
    - Benarés - Aeropuerto Internacional Lal Bahadur Shastri
    - Kanpur - Aeropuerto de Kanpur
- Maldivas
  - Malé - Aeropuerto Internacional de Malé
- Sri Lanka
  - Colombo - Aeropuerto Internacional de Bandaranaike